# Manfred Schaefer
Manfred Schaefer (Pillau, Alemania nazi; 12 de febrero de 1943-28 de marzo de 2023) fue un futbolista y entrenador de fútbol australiano nacido en Alemania nazi que jugó en la posición de defensa.

## Carrera

### Club
| Periodo   | Club                     |
| --------- | ------------------------ |
| 1960–1963 | Blacktown FC             |
| 1963–1975 | St. George-Budapest Club |

### Selección nacional
Jugó para Australia en 49 ocasiones de 1967 a 1974 y anotó un gol; participó en la Copa Mundial de Fútbol de 1974 en los tres partidos de la 
fase de grupos.

### Entrenador
| Periodo   | Club                     |
| --------- | ------------------------ |
| 1975–1977 | St. George-Budapest Club |
| 1982–1986 | Sydney Olympic           |
| 1988      | Brunswick Juventus       |
| 1989–1991 | APIA Leichhardt          |
| 1992–1994 | Sydney United            |
| 1995      | Leichhardt Tigers        |
| 1995–1997 | Marconi Stallions        |
| 1998–1999 | Adelaide Sharks          |

## Logros

### Club
- Copa Federación de Nueva Gales del Sur (1): 1975

### Distinciones
- Miembro del Salón de la Fama del Fútbol Australiano en 1999.[4]